# Lagascea biflora
Lagascea biflora là một loài thực vật có hoa trong họ Cúc. Loài này được Hemsl. mô tả khoa học đầu tiên.